# Е (Приморска Сена)
Е (фр. Eu) насеље је и општина у северној Француској у региону Горња Нормандија, у департману Приморска Сена која припада префектури Дјеп.
По подацима из 2011. године у општини је живело 7351 становника, а густина насељености је износила 409,98 становника/km². Општина се простире на површини од 17,93 km². Налази се на средњој надморској висини од 17 метара (максималној 140 m, а минималној 2 m).

## Демографија
| 1962. | 1968. | 1975. | 1982. | 1990. | 1999. | 2011. |
| ----- | ----- | ----- | ----- | ----- | ----- | ----- |
| 7.029 | 8.079 | 8.626 | 8.588 | 8.344 | 8.081 | 7.351 |

График промене броја становника у току последњих година

## Партнерски градови
- Хан